# Bitwa pod Krzykawką
Bitwa pod Krzykawką – walki okresu powstania styczniowego, toczone 5 maja 1863 na przedpolach wsi Krzykawa koło Olkusza.
Korpus dowodzony przez generała Józefa Miniewskiego stacjonujący pod Krzykawą, połączony z włoskim legionem garibaldczyków, został rankiem 5 maja zaatakowany przez oddział rosyjski przybyły spod Olkusza. W przegranej przez powstańców, bardzo krwawej bitwie, która trwała do godziny 14, zginął między innymi włoski pułkownik Francesco Nullo, a jego adiutant Elia Marchetti ciężko ranny w pierś zmarł dwa dni później w Chrzanowie. Natomiast Ludwik Caroli, kolejny włoski uczestnik bitwy, dostał się do rosyjskiej niewoli.
Na polu bitwy pod Krzykawką (zwanym Polaną Nullo) znajduje się pomnik upamiętniający śmierć poległych.